# 1997年世界男子ハンドボール選手権

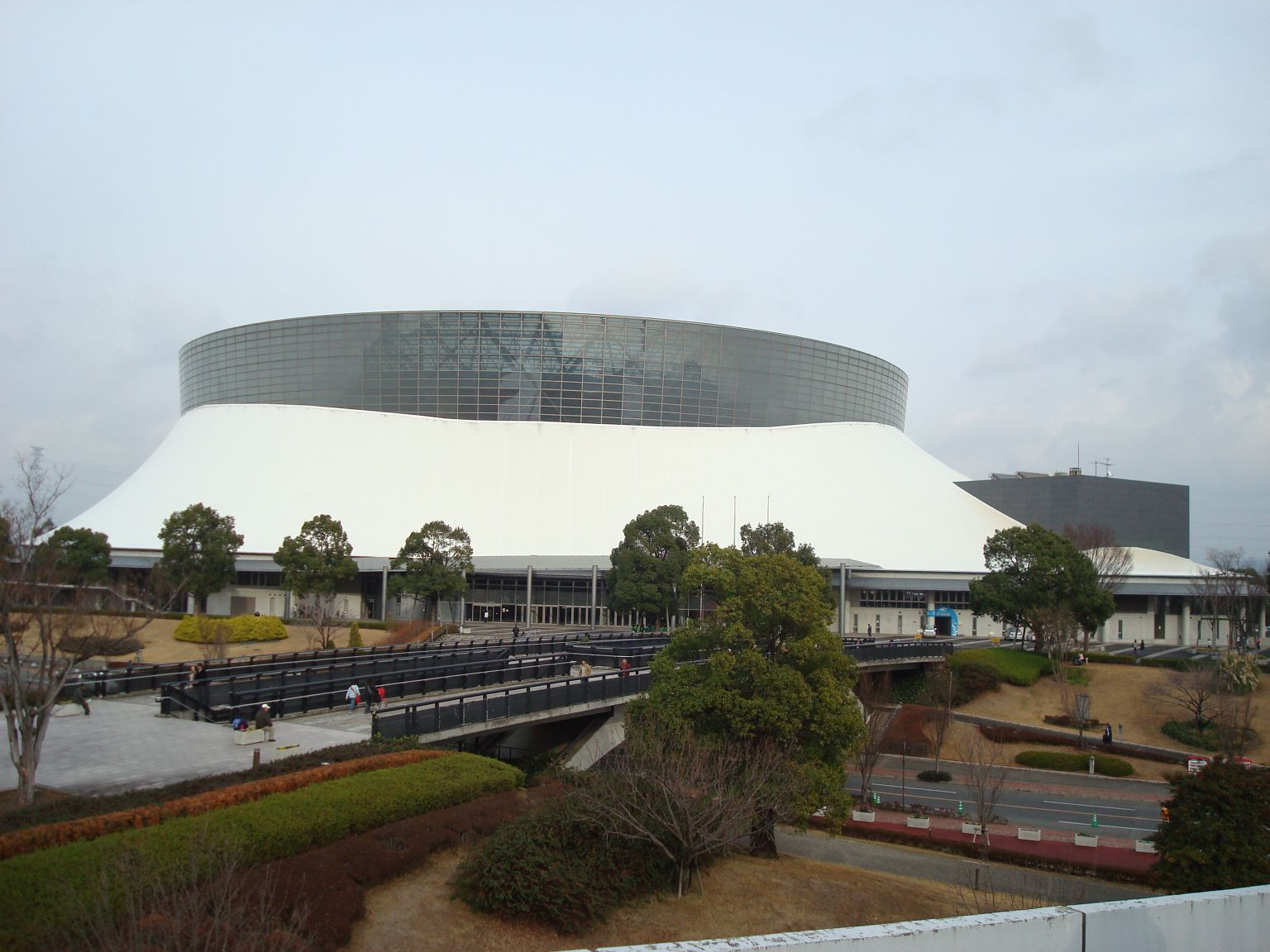
パークドーム熊本

1997年世界男子ハンドボール選手権（1997ねんせかいだんしハンドボールせんしゅけん）は、1997年5月17日から6月1日まで、パークドーム熊本（熊本県熊本市）をメイン会場として開催された15回目の世界男子ハンドボール選手権である。

## 開催前

### 開催決定までの経緯
ハンドボールはヨーロッパ発祥のスポーツとして100年の歴史を誇り、ヨーロッパ諸国ではサッカー、ラグビーに次いで人気の高いスポーツであった。当然ヨーロッパ諸国の競技レベルも高く、世界選手権も毎回ヨーロッパで開催されていた。
しかし韓国女子チームがソウル（1988年）・バルセロナ（1992年）と五輪連覇を達成、また1993年男子ジュニア世界選手権でエジプトが優勝するなど、ヨーロッパ以外の国の台頭が著しかった。それに加えて国際ハンドボール連盟（IHF）加盟国が130を超えたことから（1997年時点で139ヶ国）、ハンドボールの世界的普及を目指すために、ヨーロッパ以外での世界選手権開催の機運が高まっていた。
1992年夏、日本ハンドボール協会（以下「日本協会」）副会長・渡邊佳英から熊本県ハンドボール協会（以下「熊本県協会」）に1997年男子世界ハンドボール選手権大会の招致提言があり、翌1993年1月から日本協会関係者が熊本県と熊本市に対して支援要請活動を開始。3月に熊本市、4月に熊本県に対して公式に協力を要請した。これを受けて熊本県協会は招致を正式に表明、6月26日に日本協会で承認された。9月9日にIHFに対し正式に立候補届を提出、9月21日には日本協会会長・斎藤英四郎を会長とする招致委員会が発足した。
9月25日にバーレーンで開催されたアジアハンドボール連盟理事会で立候補の旨を報告。11月にはクウェートで開かれたIHF理事会で「日本・熊本」をプレゼンテーション。この時にエジプトが立候補を表明したため、開催地の決定は史上初の決選投票に委ねられることとなった。
1994年2月、熊本県体育協会会長・八木繁尚を会長とする熊本招致委員会が発足。3月には熊本県がメイン会場となる屋内運動広場建設を発表した（1995年夏着工、1997年3月完成予定）。4月にはスイス・ローザンヌで開かれたIHF理事会で招致活動を行った。
9月にオランダ・ノルトベイクで開催されたIHF通常総会で最後の招致活動を行った後、決選投票が行われた。エジプトはヨーロッパとの距離的優位をPRしたが、治安の安全性や組織的能力、資金力が決め手となり、熊本が59票中44票を獲得。こうして1997年男子世界ハンドボール選手権大会の開催地は熊本に決定した。なお決選投票に敗れたエジプトは、その後1999年大会の開催地に決定した。

### 開催決定後
大会のキャッチフレーズ・マスコットキャラクター・公式テーマソングが以下のように決定した。
- キャッチフレーズ：「ボールもひとつ　地球もひとつ（One Ball, One World）」「その一瞬　鳥になる（Soar Like a Bird）」
- マスコットキャラクター：飛勇太（ひゅうた・熊本県の鳥であるヒバリがハンドボールのシュートをする姿）
- 公式テーマソング：ONE BALL ONE WORLD（作詞：マイケル・ベンギャット&ケリー・コールマン、作曲：マイケル・ベンギャット）

また、プレ大会として以下の大会が開催された。
- 熊本サマーカップ（1995年7月21日－23日、熊本県立総合体育館）
  - ハンガリー・オーストリア・デンマークのクラブチームと日本代表の国際試合。
- ジャパンカップ'96（1996年4月9日－14日、熊本市・八代市・水俣市・合志町）
  - 日本・韓国・中国・アイスランド・アメリカ・オーストラリア・ノルウェー・ベラルーシの8ヶ国で争われた。
- 日本－スウェーデン親善試合（1996年11月30日、熊本県立総合体育館）

1996年5月からはフランス（前回優勝国）・日本（開催国）を除く各国による予選が翌1997年2月まで開催された。予選期間中の1996年12月6日、東京プリンスホテル（東京都港区）においてIHF立会いの下で公開抽選会が行われ、以下のグループでの予選開催が決定した。
| シード順位 | Aグループ                               | Bグループ        | Cグループ             | Dグループ        |
| ---------- | --------------------------------------- | ---------------- | --------------------- | ---------------- |
| 第1シード  | ユーゴスラビア                          | フランス         | スペイン              | ロシア           |
| 第2シード  | アルジェリア                            | スウェーデン     | チェコ                | クロアチア       |
| 第3シード  | サウジアラビア                          | ノルウェー       | ポルトガル            | ハンガリー       |
| 第4シード  | 日本                                    | イタリア         | チュニジア            | キューバ         |
| 第5シード  | アイスランド                            | アルゼンチン     | エジプト              | 中国             |
| 第6シード  | リトアニアまたは · オセアニア代表（※1） | 韓国             | アメリカ合衆国 （※2） | モロッコ         |
| 会場       | パークドーム熊本                        | 熊本市総合体育館 | 山鹿市総合体育館      | 八代市総合体育館 |

※1　リトアニアとオセアニア代表（オーストラリア）は1997年1月31日と2月1日にオーストラリア・シドニーで決定戦を行い、リトアニアが出場権を獲得した
※2　アメリカ合衆国が出場を辞退したため、ブラジルの代替出場が決定した

## 大会結果

### 予選Aグループ（パークドーム熊本）
| 順位 | 国             | ISL    | YUG    | LTU    | JPN    | ALG    | KSA    | 勝利 | 引分 | 敗戦 | 勝点 |
| ---- | -------------- | ------ | ------ | ------ | ------ | ------ | ------ | ---- | ---- | ---- | ---- |
| 1位  | アイスランド   | －     | ○27-18 | ○21-19 | ○24-20 | △27-27 | ○25-22 | 4    | 1    | 0    | 9    |
| 2位  | ユーゴスラビア | ●18-27 | －     | ○29-21 | ○22-19 | ○28-24 | ○32-20 | 4    | 0    | 1    | 8    |
| 3位  | リトアニア     | ●19-21 | ●21-29 | －     | ○24-15 | △19-19 | ○27-18 | 2    | 1    | 2    | 5    |
| 4位  | 日本           | ●20-24 | ●19-22 | ●15-24 | －     | ○24-14 | ○23-20 | 2    | 0    | 3    | 4    |
| 5位  | アルジェリア   | △27-27 | ●24-28 | △19-19 | ●14-24 | －     | ○19-14 | 1    | 2    | 2    | 4    |
| 6位  | サウジアラビア | ●22-25 | ●20-32 | ●18-27 | ●20-23 | ●14-19 | －     | 0    | 0    | 5    | 0    |

### 予選Bグループ（熊本市総合体育館）
| 順位 | 国           | FRA    | SWE    | KOR    | NOR    | ITA    | ARG    | 勝利 | 引分 | 敗戦 | 勝点 |
| ---- | ------------ | ------ | ------ | ------ | ------ | ------ | ------ | ---- | ---- | ---- | ---- |
| 1位  | フランス     | －     | ○29-26 | ●26-27 | ○23-20 | ○25-21 | ○24-20 | 4    | 0    | 1    | 8    |
| 2位  | スウェーデン | ●26-29 | －     | ○36-21 | ○24-17 | ○19-17 | ○36-17 | 4    | 0    | 1    | 8    |
| 3位  | 韓国         | ○27-26 | ●21-36 | －     | △21-21 | ○27-22 | ○32-22 | 3    | 1    | 1    | 7    |
| 4位  | ノルウェー   | ●20-23 | ●17-24 | △21-21 | －     | △19-19 | ○27-22 | 1    | 2    | 2    | 4    |
| 5位  | イタリア     | ●21-25 | ●17-19 | ●22-27 | △19-19 | －     | ○21-15 | 1    | 1    | 3    | 3    |
| 6位  | アルゼンチン | ●20-24 | ●17-36 | ●22-32 | ●22-27 | ●15-21 | －     | 0    | 0    | 5    | 0    |

### 予選Cグループ（山鹿市総合体育館）
| 順位 | 国         | ESP    | EGY    | CZE    | TUN    | POR    | BRA    | 勝利 | 引分 | 敗戦 | 勝点 |
| ---- | ---------- | ------ | ------ | ------ | ------ | ------ | ------ | ---- | ---- | ---- | ---- |
| 1位  | スペイン   | －     | △19-19 | ○29-26 | ○32-21 | ○29-26 | ○32-11 | 4    | 1    | 0    | 9    |
| 2位  | エジプト   | △19-19 | －     | ○24-22 | ○24-17 | ○29-25 | ○33-11 | 4    | 1    | 0    | 9    |
| 3位  | チェコ     | ●26-29 | ●22-24 | －     | ○19-18 | ○28-24 | ○24-10 | 3    | 0    | 2    | 6    |
| 4位  | チュニジア | ●21-32 | ●17-24 | ●18-19 | －     | ○19-18 | ○17-15 | 2    | 0    | 3    | 4    |
| 5位  | ポルトガル | ●26-29 | ●25-29 | ●24-28 | ●18-19 | －     | ○26-18 | 1    | 2    | 2    | 4    |
| 6位  | ブラジル   | ●11-32 | ●11-33 | ●10-24 | ●15-17 | ●18-26 | －     | 0    | 0    | 5    | 0    |

### 予選Dグループ（八代市総合体育館）
| 順位 | 国         | RUS    | HUN    | CUB    | CRO    | CHN    | MAR    | 勝利 | 引分 | 敗戦 | 勝点 |
| ---- | ---------- | ------ | ------ | ------ | ------ | ------ | ------ | ---- | ---- | ---- | ---- |
| 1位  | ロシア     | －     | ○24-19 | ○31-17 | ○31-20 | ○34-15 | ○30-13 | 5    | 0    | 0    | 10   |
| 2位  | ハンガリー | ●19-24 | －     | ○22-21 | ○23-20 | ○39-19 | ○25-19 | 4    | 0    | 1    | 8    |
| 3位  | キューバ   | ●17-31 | ●21-22 | －     | △23-23 | ○32-21 | ○35-20 | 2    | 1    | 2    | 5    |
| 4位  | クロアチア | ●20-31 | ●20-23 | △23-23 | －     | ○34-21 | ○26-17 | 2    | 1    | 2    | 5    |
| 5位  | 中国       | ●15-34 | ●19-39 | ●21-32 | ●21-34 | －     | ○25-21 | 1    | 0    | 4    | 2    |
| 6位  | モロッコ   | ●13-30 | ●19-25 | ●20-35 | ●17-26 | ●21-25 | －     | 0    | 0    | 5    | 0    |

### 決勝トーナメント1回戦
| 会場             | 勝利チーム                      | スコア | 敗戦チーム                      |
| ---------------- | ------------------------------- | ------ | ------------------------------- |
| パークドーム熊本 | アイスランド （Aグループ1位）   | 32-28  | ノルウェー · （Bグループ4位）   |
| パークドーム熊本 | フランス （Bグループ1位）       | 22-21  | 日本 （Aグループ4位）           |
| パークドーム熊本 | スウェーデン · （Bグループ2位） | 32-20  | リトアニア · （Aグループ3位）   |
| パークドーム熊本 | 韓国 （Bグループ3位）           | 37-33  | ユーゴスラビア （Aグループ2位） |
| 熊本市総合体育館 | スペイン （Cグループ1位）       | 31-25  | クロアチア （Dグループ4位）     |
| 熊本市総合体育館 | エジプト · （Cグループ2位）     | 24-20  | キューバ · （Dグループ3位）     |
| 熊本市総合体育館 | ロシア （Dグループ1位）         | 20-14  | チュニジア （Cグループ4位）     |
| 熊本市総合体育館 | ハンガリー · （Dグループ2位）   | 20-19  | チェコ · （Cグループ3位）       |

### 準々決勝
| 会場             | 勝利チーム   | スコア | 敗戦チーム   |
| ---------------- | ------------ | ------ | ------------ |
| 熊本市総合体育館 | フランス     | 22-19  | エジプト     |
| 熊本市総合体育館 | スウェーデン | 32-20  | スペイン     |
| パークドーム熊本 | ロシア       | 20-14  | 韓国         |
| パークドーム熊本 | ハンガリー   | 20-19  | アイスランド |

### 順位決定戦
| 会場             | 勝利チーム   | スコア | 敗戦チーム |
| ---------------- | ------------ | ------ | ---------- |
| パークドーム熊本 | エジプト     | 28-27  | 韓国       |
| パークドーム熊本 | アイスランド | 32-23  | スペイン   |

### 7位決定戦
| 会場             | 勝利チーム | スコア | 敗戦チーム |
| ---------------- | ---------- | ------ | ---------- |
| 熊本市総合体育館 | スペイン   | 33-26  | 韓国       |

### 5位決定戦
| 会場             | 勝利チーム   | スコア | 敗戦チーム |
| ---------------- | ------------ | ------ | ---------- |
| パークドーム熊本 | アイスランド | 23-20  | エジプト   |

### 準決勝
| 会場             | 勝利チーム   | スコア | 敗戦チーム |
| ---------------- | ------------ | ------ | ---------- |
| パークドーム熊本 | スウェーデン | 31-19  | ハンガリー |
| 熊本市総合体育館 | ロシア       | 25-24  | フランス   |

### 3位決定戦
| 会場             | 勝利チーム | スコア | 敗戦チーム |
| ---------------- | ---------- | ------ | ---------- |
| パークドーム熊本 | フランス   | 28-27  | ハンガリー |

### 決勝
| 会場             | 勝利チーム                      | スコア | 敗戦チーム   |
| ---------------- | ------------------------------- | ------ | ------------ |
| パークドーム熊本 | ロシア （2大会ぶり3度目の優勝） | 23-21  | スウェーデン |

## 表彰選手
- MVP：タラント・ドイシェバエフ（英語版）（スペイン）
- 得点王：尹京信（韓国）
- ベストセブン
  - ゴールキーパー：マッツ・オルソン（英語版）（スウェーデン）
  - 左サイド：バレーリィ・ゴーピン（英語版）（ロシア）
  - 右サイド：バルディマール・グリムソン（英語版）（アイスランド）
  - ポスト：ゲリク・ケルバデク（英語版）（フランス）
  - 左45度：バジリィ・クジノフ（英語版）（ロシア）
  - センター：タラント・ドイシェバエフ（英語版）（スペイン）
  - 右45度：ステファン・オルソン（英語版）（スウェーデン）

## 日本代表
ハンドボール日本代表史上初の外国人監督であるオレ・オルソン（スウェーデン出身）は、"It is possible！（それは可能です!）"をチームの合言葉に、この大会に向けてスピードやテクニックを伸ばす一方、練習の合間に牛乳を飲ませたり、1日の食事を5回に増やすなど、体重を増やして体格に優れる欧州選手に対して当たり負けをしない体力作りをさせた。選手は平均で5-6kg体重を増加する事に成功した。この強化策が結実したのが決勝トーナメント1回戦、前回優勝国フランスとの一戦であり、オルソン監督は"Good day to die（死ぬにはいい日だ）"と選手達を鼓舞した。結果、試合終了のブザーとほぼ同時に奪われた決勝ゴールで、1点差で敗退したものの、後半15分まで5点をリードし、「あわや大金星か?!」と思わせる大健闘を見せ、会場であるパークドーム熊本に集まった観客がウェーブを起こすなど大いに湧かせた。
この大会に出場した日本代表メンバーは以下のとおり。
| ポジション       | 背番号 | 氏名           | 年齢 | 身長(cm) | 体重(kg) | 国際試合出場 | 得点 | 所属チーム   |
| ---------------- | ------ | -------------- | ---- | -------- | -------- | ------------ | ---- | ------------ |
| 監督             |        | オレ・オルソン |      |          |          |              |      |              |
| コーチ           |        | 田口隆         |      |          |          |              |      |              |
| コーチ           |        | 酒巻清治       |      |          |          |              |      |              |
| ドクター         |        | 坂口満         |      |          |          |              |      |              |
| ドクター         |        | 生田拓也       |      |          |          |              |      |              |
| ゴールキーパー   | 1      | 橋本行弘       | 31歳 | 185      | 91       | 162          |      | 本田技研     |
| ゴールキーパー   | 16     | 四方篤         | 25歳 | 190      | 98       | 12           |      | 本田技研     |
| コートプレーヤー | 2      | 高木浩司       | 29歳 | 181      | 81       | 19           | 15   | 中村荷役     |
| コートプレーヤー | 3      | 魚住和彦       | 30歳 | 187      | 92       | 66           | 111  | 大崎電気     |
| コートプレーヤー | 4      | 佐々木教裕     | 23歳 | 190      | 95       | 2            | 3    | 日本体育大学 |
| コートプレーヤー | 5      | 冨本栄次       | 25歳 | 182      | 88       | 45           | 124  | 大同特殊鋼   |
| コートプレーヤー | 6      | 角谷裕司       | 23歳 | 175      | 78       | 2            | 1    | 日新製鋼     |
| コートプレーヤー | 7      | 中山剛         | 27歳 | 190      | 93       | 100          | 374  | 湧永製薬     |
| コートプレーヤー | 8      | 岩本真典       | 26歳 | 200      | 98       | 55           | 111  | 三陽商会     |
| コートプレーヤー | 10     | 末岡政広       | 29歳 | 177      | 86       | 75           | 240  | 大同特殊鋼   |
| コートプレーヤー | 11     | 永山強         | 25歳 | 178      | 82       | 12           | 15   | 大崎電気     |
| コートプレーヤー | 13     | 藤井孝志       | 27歳 | 188      | 95       | 69           | 110  | 大同特殊鋼   |
| コートプレーヤー | 14     | 杉山裕一       | 24歳 | 190      | 98       | 19           | 8    | 湧永製薬     |
| コートプレーヤー | 17     | 茅場清         | 23歳 | 185      | 86       | 15           | 34   | 本田技研     |
| コートプレーヤー | 18     | 山口修         | 25歳 | 190      | 100      | 12           | 5    | 湧永製薬     |
| コートプレーヤー | 20     | 辻昇一         | 24歳 | 183      | 80       | 8            | 5    | 大崎電気     |

## 日本での放送について
日本ではNHKが放映権を獲得し、BS1を中心に中継した。